# Jämsä (Verwaltungsgemeinschaft)

Lage der Verwaltungsgemeinschaft Jämsä in Finnland

Die Verwaltungsgemeinschaft Jämsa (finnisch Jämsän seutukunta) ist eine von sechs Verwaltungsgemeinschaften (seutukunta) in der finnischen Landschaft Mittelfinnland. Die Region ist von vielen großen Waldgebieten bedeckt, einer der Hauptwirtschaftsfaktoren ist die Papierindustrie.
Zu der Verwaltungsgemeinschaft Jämsa gehören die Stadt Jämsä und die Gemeinde Kuhmoinen.
Am 1. Januar 2007 wurde die Gemeinde Längelmäki auf die Städte Jämsä und Orivesi aufgeteilt, was auch eine Änderung der Grenzen der Verwaltungsgemeinschaft bewirkte.
2004, noch vor der Aufteilung von Längelmäki, lebten 27.347 Menschen in der Region, wobei die Bevölkerungsanzahl seit Jahren sinkt (1990: 29.433; 1980: 30.094).